# Glenbarr
Glenbarr är en by på Kintyre och Barr Water, i Killean and Kilchenzie, Argyll and Bute, Skottland. Byn är belägen 16 km från Campbeltown. Orten hade 56 invånare år 1961.